# 金熊名誉賞
金熊名誉賞（きんくまめいよしょう、ドイツ語 : Goldener Ehrenbär）は、ベルリン国際映画祭における名誉賞である。

## 概要
映画芸術に大きな貢献をした映画人（監督、俳優、プロデューサーなど）を表彰する目的で、1982年に創設された。受賞者はベルリン国際映画祭の前に発表される。日本人の受賞は2020年いまだない。

## 受賞者一覧
| 開催年 | 受賞者                                            |
| ------ | ------------------------------------------------- |
| 1982年 | ジェームズ・ステュアート                          |
| 1988年 | アレック・ギネス                                  |
| 1989年 | ダスティン・ホフマン                              |
| 1990年 | オリバー・ストーン                                |
| 1993年 | グレゴリー・ペック ビリー・ワイルダー             |
| 1994年 | ソフィア・ローレン                                |
| 1995年 | アラン・ドロン                                    |
| 1996年 | エリア・カザン ジャック・レモン                   |
| 1997年 | キム・ノヴァク                                    |
| 1998年 | カトリーヌ・ドヌーヴ                              |
| 1999年 | シャーリー・マクレーン                            |
| 2000年 | ジャンヌ・モロー                                  |
| 2001年 | カーク・ダグラス                                  |
| 2002年 | クラウディア・カルディナーレ ロバート・アルトマン |
| 2003年 | アヌーク・エーメ                                  |
| 2004年 | フェルナンド・E・ソラナス                         |
| 2005年 | イム・グォンテク フェルナンド・フェルナン・ゴメス |
| 2006年 | アンジェイ・ワイダ イアン・マッケラン             |
| 2007年 | アーサー・ペン                                    |
| 2008年 | フランチェスコ・ロージ                            |
| 2009年 | モーリス・ジャール                                |
| 2010年 | ヴォルフガング・コールハース ハンナ・シグラ       |
| 2011年 | アーミン・ミューラー＝スタール                    |
| 2012年 | メリル・ストリープ                                |
| 2013年 | クロード・ランズマン                              |
| 2014年 | ケン・ローチ                                      |
| 2015年 | ヴィム・ヴェンダース                              |
| 2016年 | ミヒャエル・バルハウス                            |
| 2017年 | ミレーナ・カノネロ                                |
| 2018年 | ウィレム・デフォー                                |
| 2019年 | シャーロット・ランプリング                        |
| 2020年 | ヘレン・ミレン                                    |
| 2022年 | イザベル・ユペール                                |
| 2023年 | スティーヴン・スピルバーグ                        |
| 2024年 | マーティン・スコセッシ                            |
| 2025年 | ティルダ・スウィントン                            |